# ك. إس. راو
ك. إس. راو هو مخرج وممثل هندي (وحمل سابقاً جنسية الراج البريطاني)، ولد في 1924 في الهند، وتوفي بنفس المكان في 8 ديسمبر 2004.

## وصلات خارجية
- ك. إس. راو على موقع IMDb (الإنجليزية)